# Literaturjahr 1772
Liste der Literaturjahre

◄◄ | ◄ | 1768 | 1769 | 1770 | 1771 | Literaturjahr 1772 | 1773 | 1774 | 1775 | 1776 | ►►

Weitere Ereignisse
Dieser Artikel behandelt das Literaturjahr 1772.

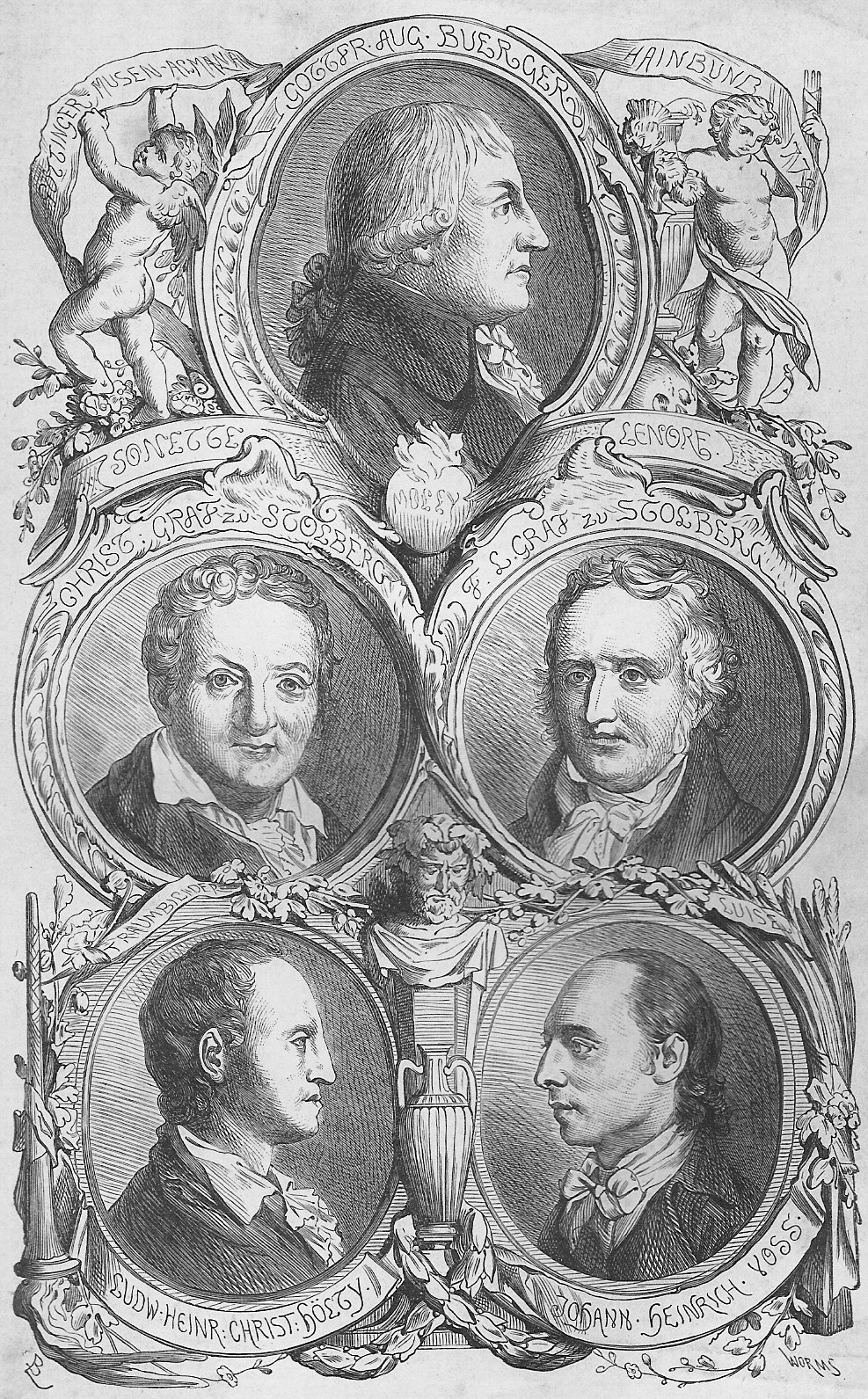
Mitglieder des Göttinger Hainbunds: Bürger, Christ. Graf zu Stolberg, F. L. Graf zu Stolberg, Hölty, Voß (von oben und von links)

## Ereignisse
Johann Wolfgang Goethe erlebt als Advokat in seiner Heimatstadt Frankfurt im Januar die Hinrichtung der Kindsmörderin Susanna Margaretha Brandt mit, die ihm als Vorbild für die Gretchentragödie in seinem Faust dient. 
Der Göttinger Hainbund, eine zum Sturm und Drang tendierende literarische Gruppe, wird am 12. September von Johann Heinrich Voß, Ludwig Christoph Heinrich Hölty, Johann Martin Miller, Gottlieb Dieterich von Miller, Johann Friedrich Hahn und Johann Thomas Ludwig Wehrs auf dem Kerstlingeröder Feld nahe der Universitätsstadt Göttingen gegründet. Die Gründungsmitglieder haben sich teils durch ihre Beiträge zur 1770 von Heinrich Christian Boie begründeten literarischen Zeitschrift Göttinger Musenalmanach, teils durch ihr gemeinsames Studium kennengelernt. Spätestens ab 1772 ist der Göttinger Musenalmanach das Sprachrohr des Hainbundes.

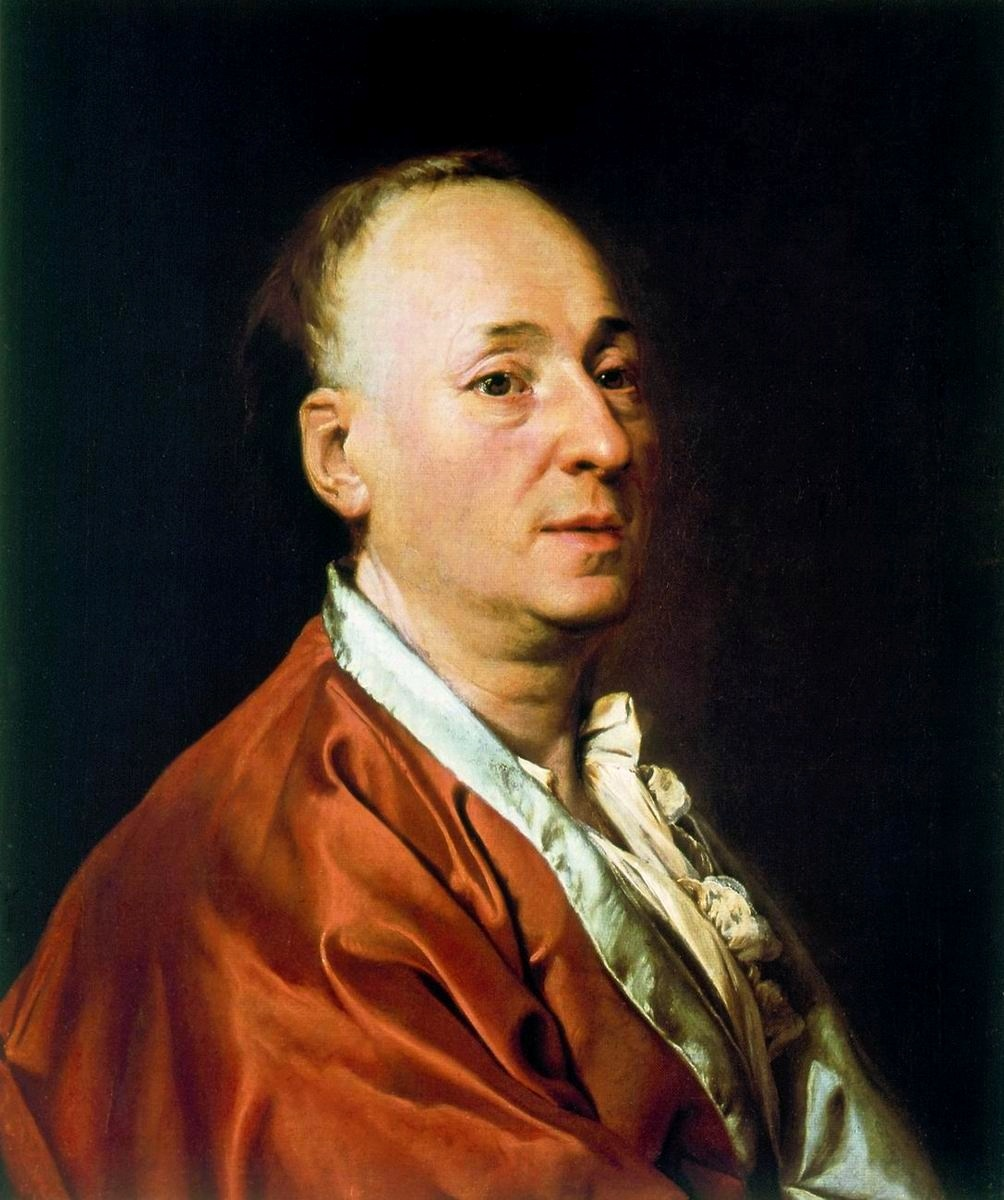
Diderot 1773

Ende des Jahres entschließt sich Denis Diderot, eine Einladung Katharinas II. anzunehmen und bricht im folgenden Jahr zu einer Reise nach Russland auf.

### Prosa
Ab Februar erscheinen Diderots Pensées détachées sur la peinture, la sculpture, l’architecture et la poésie, in denen er aphorismenartig Grundsätzliches über die bildende Kunst formuliert, in Grimms Correspondance.
Diderots Essay Gründe, meinem alten Hausrock nachzutrauern, oder: Eine Warnung an alle, die mehr Geschmack als  Geld haben, den er 1768 geschrieben hat und der im folgenden Jahr in Grimms Correspondance littéraire verbreitet wurde, wird als Broschüre und ohne Zustimmung Diderots durch den Schriftsteller und Karlsruher Prinzenerzieher Friedrich Dominicus Ring gedruckt.

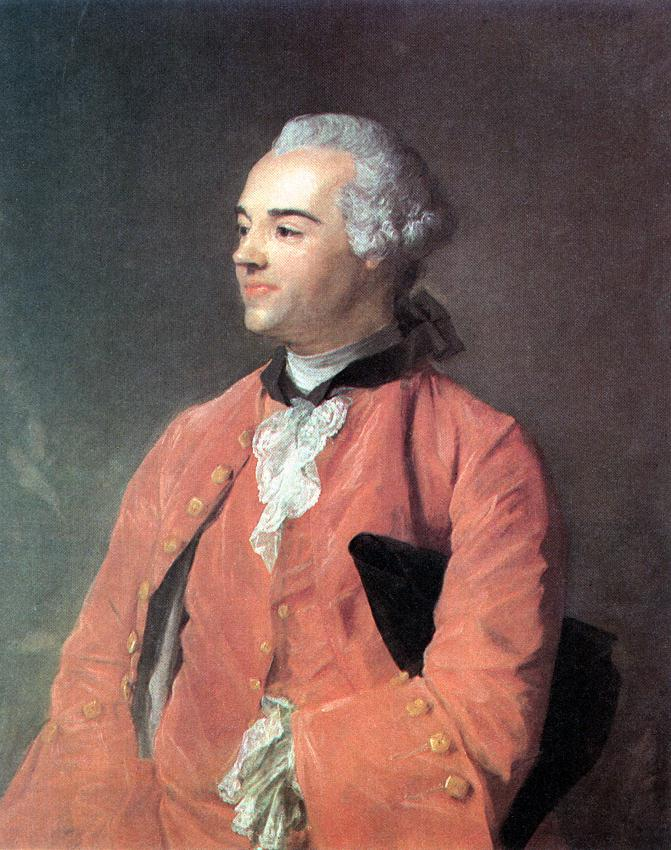
Jacques Cazotte

Der französische Schriftsteller Jacques Cazotte veröffentlicht seinen phantastischen Roman Le Diable Amoureux. Der Roman gilt als Vorläufer der modernen Fantasy-Literatur.

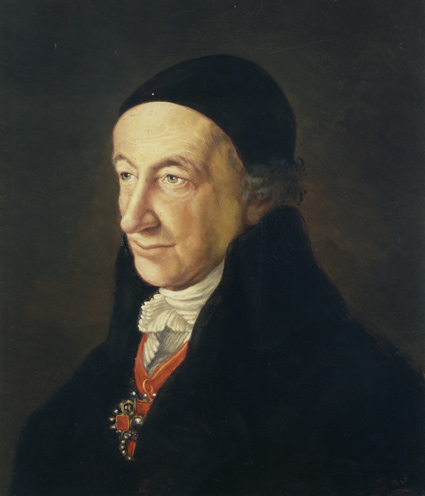
Christoph Martin Wieland

Der goldne Spiegel oder die Könige von Scheschian, eine wahre Geschichte, ein Roman von Christoph Martin Wieland, erscheint bei Weidmann in Leipzig. Der Roman besitzt mehrere Handlungsebenen und eine dementsprechend große Anzahl auftretender Figuren und Themen. Die verbindenden Elemente sind die Betrachtung von Monarchie als Regierungsform und ein Bezug zur Aufklärung.

### Lyrik

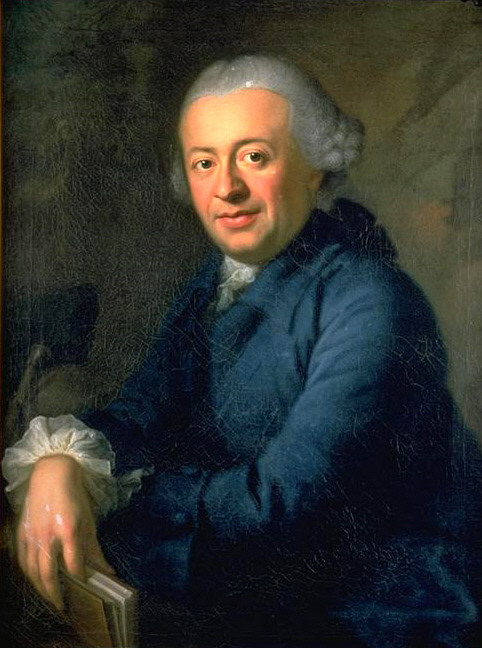
Salomon Gessner

Salomon Gessner lässt seinen 1756 publizierten Idyllen, die in Deutschland außerordentlich populär sind und sich zu einem Bestseller entwickelt haben, einen zweiten Band nachfolgen.
Johann Wolfgang Goethe verfasst 1772/73 das Sturm-und-Drang-Gedicht Mahomets Gesang.

### Drama
- Januar: Die Komödie The Fashionable Lover Richard Cumberland hat ihre Uraufführung am Drury Lane Theatre in London.
- 13. März: Am Herzoglichen Opernhaus in Braunschweig erfolgt die Uraufführung von Gotthold Ephraim Lessings bürgerlichem Trauerspiel Emilia Galotti durch Karl Theophil Döbbelin anlässlich des Geburtstages der Herzogin Philippine Charlotte. Lessing selbst ist bei der Uraufführung nicht anwesend.
- Samuel Footes Komödie Der Nabob wird am 29. Juni am  Haymarket Theatre uraufgeführt.
- vor 5. September: Le Dépositaire, eine Verskomödie in 5 Akten von Voltaire, gedruckt bei François Grasset in Lausanne, wird in Lyon aufgeführt und erscheint in Buchform.

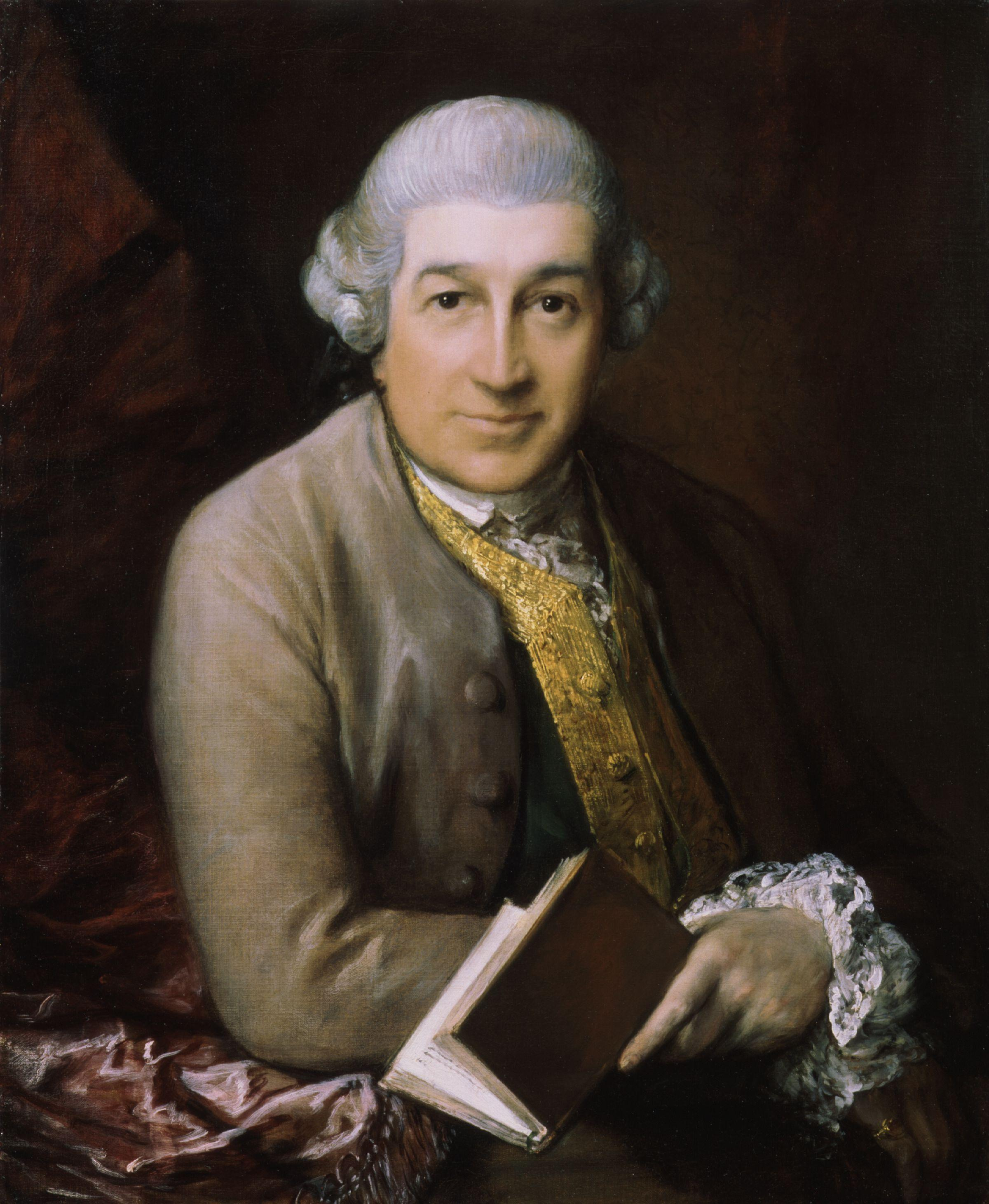
David Garrick

- Die Komödie The Irish Widow von David Garrick wird am 23. Oktober am Drury Lane Theatre uraufgeführt.

### Periodika
Die Morning Post, eine erzkonservative Londoner Tageszeitung und das exklusive Organ des britischen Hofs und der vornehmen Welt, erscheint erstmals.
Das Paderbornische Intelligenzblatt, das amtliche Mitteilungsblatt des Hochstifts Paderborn, wird auf Veranlassung von Wilhelm Anton von der Asseburg zum ersten Mal herausgegeben.

### Wissenschaftliche Werke
Herder gewinnt mit seiner Abhandlung über den Ursprung der Sprache den von der Berliner Akademie der Wissenschaften 1769 ausgerufenen Wettbewerb um die Beantwortung der Frage „Sind Menschen, ihren natürlichen Fähigkeiten überlassen, imstande, Sprache zu erfinden und wenn ja, mit welchen Mitteln sind sie dazu gekommen?“

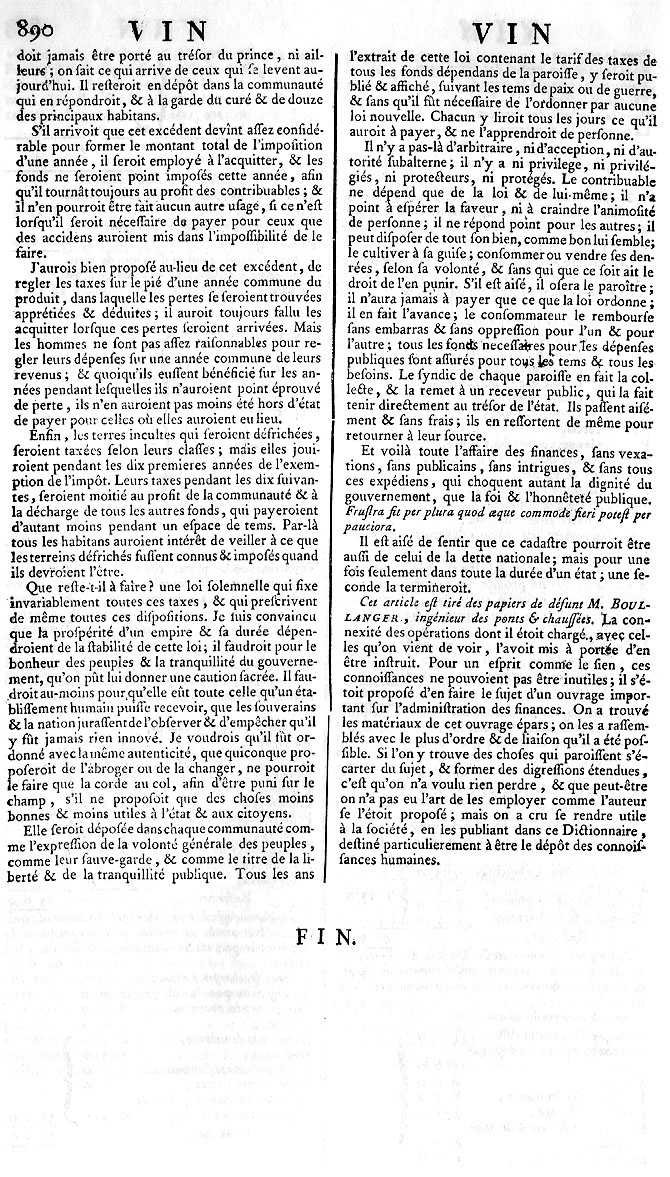
Letzte Seite der Encyclopédie

Der letzte Band der  Encyclopédie ou Dictionnaire raisonné des sciences, des arts et des métiers erscheint in Paris. Der erste Band des von Diderot zusammen mit d’Alembert herausgegebenen Werks kam 1751 heraus.
William Hamilton, seit 1764 britischer Botschafter in Neapel, veröffentlicht bei Cadell in London seine Observations on Mount Vesuvius, Mount Etna, and Other Volcano’s: in a series of letters addressed to the Royal Society from the Honorable Sir William Hamilton. Die deutsche Übersetzung kam bereits ein Jahr später im Berliner Verlag Haude und Spener unter dem Titel  Beobachtungen über den Vesuv, den Aetna und andere Vulkane. In einer Reihe von Briefen an die Königlich Großbritannische Gesellschaft der Wissenschaften. Nebst neuen, erläuternden Anmerkungen des Herrn Verfassers heraus.
Die Beschreibung von Arabien. Aus eigenen Beobachtungen und im Lande selbst gesammleten Nachrichten abgefasset von Carsten Niebuhr, in denen er von seiner zwischen 1761 und 1767 unternommenen Expedition in die Länder des arabischen und vorderasiatischen Raums berichtet, wird in Kopenhagen gedruckt. Das Werk ist dem dänischen König gewidmet.

### Übersetzungen
Die deutsche Koranübersetzung Die türkische Bibel, oder des Korans allererste teutsche Übersetzung aus der Arabischen Urschrift von M. David Friederich Megerlin erscheint im Verlag Gottlieb Garbe in Frankfurt am Main. Im Vorwort rechtfertigt Megerlin seine Übersetzung gegen die Vorbehalte der katholischen Kirche, dass man so den Koran als „Fabelbuch“ kennenlernen und sich von seiner Falschheit überzeugen könne. Dieses Feindbild wirkt sich auf die „Übersetzung“ aus.  Im gleichen Jahr wird die Ausgabe in den Frankfurter Gelehrte Anzeigen, die ab 1772 unter anderem von Goethe redigiert werden, kritisch besprochen.

## Geboren
- 9. Februar: Frans Michael Franzén, schwedischer Dichter und protestantischer Bischof († 1847)

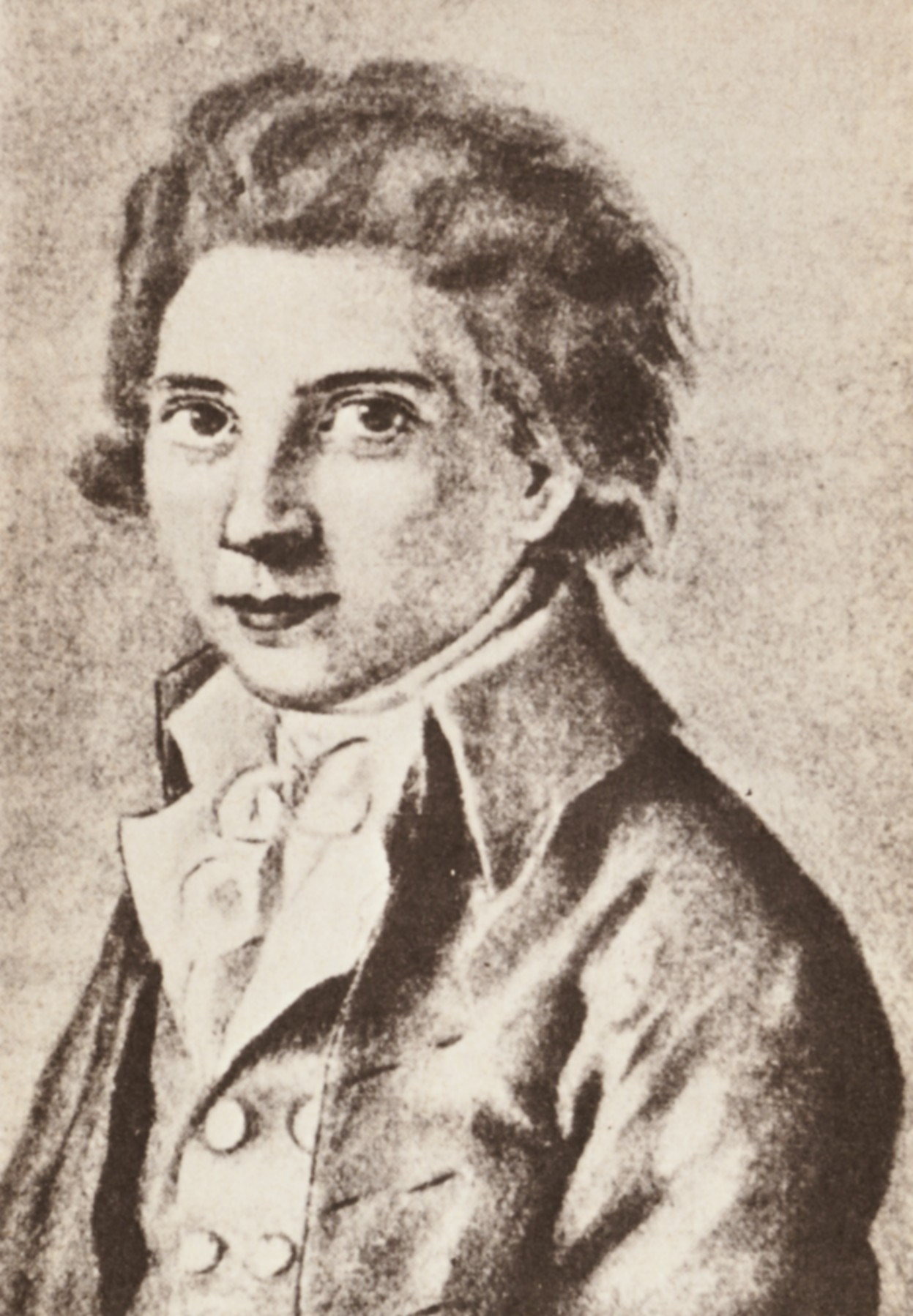
Friedrich Schlegel um 1790

- 10. März: Friedrich Schlegel, deutscher Schriftsteller und Philosoph, Vertreter der Jenaer Frühromantik und Begründer der  modernen Geisteswissenschaften († 1829)
- 23. März: Ludwig Schellenberg, deutscher Buchhändler, Buchdrucker und Verleger († 1834)

- 19. April: Maria Therese von Artner, österreichische Schriftstellerin († 1829)
- 21. April: Friedrich Christoph Perthes, deutscher Buchhändler und Verleger († 1843)

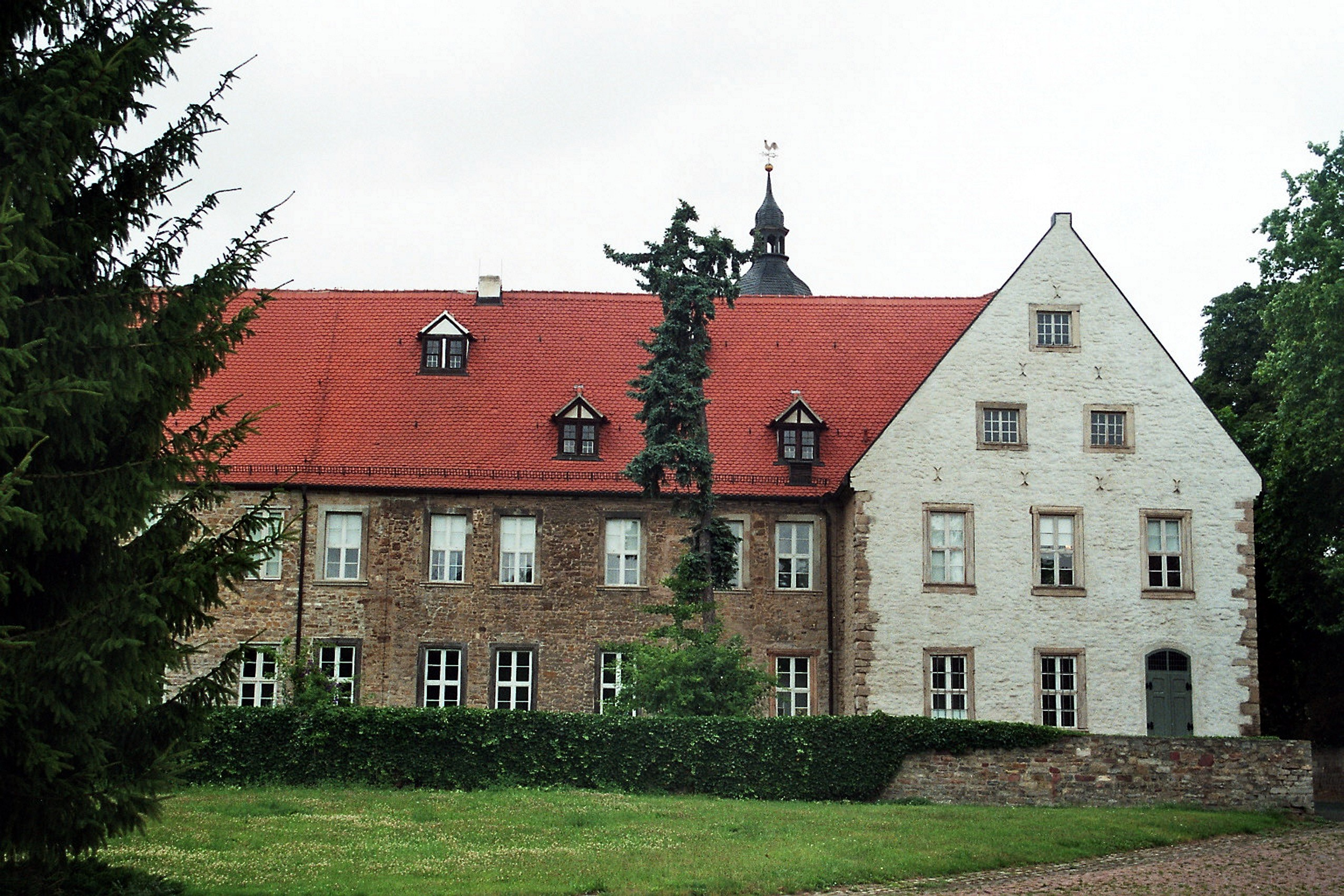
Schloss Oberwiederstedt, Geburtshaus von Novalis

- 2. Mai: Novalis, eigentlich Georg Philipp Friedrich von Hardenberg, deutscher Dichter der Frühromantik und Philosoph († 1801)
- 4. Mai: Friedrich Arnold Brockhaus, deutscher Verleger († 1823)

- 17. Juni: Martin Schrettinger, deutscher Priester und Bibliothekar († 1851)
- 9. August: Christian Jakob von Schneider, deutscher Schriftsteller und Verleger († 1829)

- 14. September: Josef Alois Gleich, österreichischer Beamter und Theaterdichter († 1841)
- 16. September: Friedrich Karl Rumpf, deutscher Literaturwissenschaftler, Rhetoriker, evangelischer Theologe und Altphilologe († 1824)
- 27. September: Sándor Kisfaludy, ungarischer Dichter und Dramatiker († 1844)

- 9. Oktober: Mary Tighe, irische Schriftstellerin († 1810)
- 21. Oktober: Samuel Taylor Coleridge, britischer Schriftsteller († 1834)
- 30. Oktober: Peter Irving, US-amerikanischer Schriftsteller († 1838)

- 2. November: Johann Ladislaus Pyrker, österreichischer Dichter und römisch-katholischer Bischof († 1847)
- 23. November: Johann Christoph Winters, deutscher Puppenspielleiter und Begründer des Hänneschen-Theaters in Köln († 1862)

- 2. Dezember: Johann Christoph von Aretin, deutscher Publizist, Historiker, Bibliothekar und Jurist († 1824)
- 29. Dezember: Louis-Simon Auger, französischer Journalist und Schriftsteller († 1829)

## Gestorben
- 14. Januar: Susanna Margaretha Brandt, Frankfurter Magd, die ihr neugeborenes Kind tötete, Vorbild für Goethes Gretchen (* 1746)
- 22. April: Marie Duronceray, französische Schauspielerin und Schriftstellerin (* 1727)
- 18. Juni: Johann Ulrich von Cramer, deutscher Jurist und Philosoph (* 1706)
- 7. Oktober: John Woolman, nordamerikanischer Wanderprediger und Autor (* 1720)